# Restless Natives
Restless Natives è un film del 1985 diretto da Michael Hoffman.
È ambientato in una piccola città scozzese circondata dalla campagna.

## Trama
Due amici per la pelle, Will e Ronnie, al principio di una pigra estate, decidono di lasciare i loro lavori poco redditizi ed insoddisfacenti (uno è spazzino e l'altro commesso in un negozio di scherzi) per mettere in piedi una serie di grossolane rapine ai danni degli ignari turisti. Il piano è sempre lo stesso: a bordo di una Suzuky 125, mascherati da clown e uomo lupo, armati di una pistola probabilmente scarica ed un piccolo fucile giocattolo spara-polvere, fermano i pullman dei turisti nel bel mezzo della campagna scozzese, ed in un lampo salgono per riscuotere beni primari ma senza infierire (ad esempio lasciano ad una signora i soldi per comprare il biglietto alla stazione, o non prendono oggetti pieni di valore affettivo). Passando su giornali e notiziari come una pittoresca ed iconica coppia di rapinatori gentiluomini, cavalcano l'onda regalando parte delle rapine ai senza tetto ed ai bambini, guadagnandosi così anche il titolo di moderni Robin Hood.
Maldestri ma efficienti, vengono addirittura ripresi dalla televisione giapponese, ai fini di una bizzarra campagna pubblicitaria per la Suzuki 125.
La situazione avrà una seconda svolta dopo che uno dei due si infatuerà della guida turistica di uno dei pullman presi di mira, Margot.